# Liste romanisprachiger Schriftsteller
Dies ist eine Liste romanisprachiger Schriftsteller. Romani, das auch Romanes genannt wird, ist die Sprache der Roma. Die folgende alphabetische Liste ist weit gefasst, sie möchte einen Beitrag zur Kenntnis der Dichter und Schriftsteller der Romani-Literaturen, der Literatur der Roma und Sinti, leisten, sei es in Romanes oder in den jeweiligen Landessprachen.

## Übersicht

### A
- Najo Adzovic

### B
- Veijo Baltzar
- Slobodan Berberski
- Rahim Burhan

### C
- Luminița Cioabă
- Marcel Courthiade

### D
- Juri Ossipowitsch Dombrowski (1909–1978)
- Rajko Đurić (1947–2020)

### F
- Tera Fabiánová

### G
- Guy-Pierre Geneuil
- Alexander Germano (1893–1955)
- Delia Grigore

### H
- Bajram Haliti
- Ian Hancock
- Stefan Horvath

### J
- Sandra Jayat
- Ilija Jovanović

### K
- Valdemar Kalinin
- Usin Kerim
- Jean-Marie Kerwich
- Mixa Kozimirenko
- Ali Krasniqi
- Hristo Kyuchukov

### L
- Elena Lacková
- Menyhért Lakatos
- Patrick Jasper Lee
- Ronald Lee
- Baja Saitovic Lukin

### M
- Leksa Manuš
- Matéo Maximoff
- Mehmed Merejan
- Teresa Mirga
- David Morley

### N
- Constantin S. Nicolăescu-Plopşor
- Jovan Nikolic

### O
- Nedjo Osman

### P
- Olga Pankowa (1911–1983)
- Selam Pato

### R
- Gina Ranjičić († 1891)

### S
- Charlie Smith
- Ceija Stojka
- Ruzdija Russo Sejdovic
- Hedina Sijercic
- Marko Sejdic

### T
- Katarina Taikon
- Adam Tikno (1875–1948)

### V
- Ilona Varga

### W
- Bronisława Wajs